# Емелях, Любовь Исааковна
Любо́вь Исаа́ковна Емеля́х (9 апреля 1924, Ленинград, СССР — 6 мая 1992, Ленинград, СССР) — советский историк, историк религии, архивист, музейный работник, пропагандист атеизма. Автор работ по истории православия, истории русского крестьянства и истории антиклерикальных движений в России. Доктор исторических наук. Одна из авторов «Атеистического словаря».

## Биография
Родилась 9 апреля 1924 года в Ленинграде.
22 июня 1941 года окончила среднюю школу Ленинграда.
До мая 1942 года находилась блокадном Ленинграде, где работала пионервожатой, а затем в госпитале санитаркой. 
С мая 1942 года по апрель 1945 года проходила службу в действующей Красной армии. Награждена боевыми орденами и медалями, включая медаль «За боевые заслуги».
В 1950 году с отличием окончила исторический факультет Ленинградского государственного университета имени А. А. Жданова.
В 1950—1991 годах работала в Музее истории религии АН СССР в должностях экскурсовода, младший научный сотрудник, старший научный сотрудник, заведующая Рукописным отделом. После преобразования Музея в Государственный музей истории религии и атеизма Министерства культуры СССР стала заведующей отделом «История русского православия и атеизма в СССР», заведующей сектором «Атеизм и православие в СССР», и. о. директора Музея. Руководила и принимала непосредственном участии в создании всех экспозиций Музея по истории православия в России.
В 1962 году в Ленинградском отделении Институте истории АН СССР защитила диссертацию на соискание учёной степени кандидата исторических наук по теме «Антиклерикальные движения крестьян в революции 1905—1907 гг.».
В 1978 году в ЛГПИ имени А. И. Герцена защитила диссертацию на соискание учёной степени доктора исторических наук по теме «Антиклерикальное движение крестьян накануне Великого Октября».
Автор более 70 научных работ.

## Семья
- Муж — Михаил Иосифович Шахнович, философ[1].
  - Дочь — Марианна Михайловна Шахнович, религиовед[1].

## Работы
- Происхождение христианских таинств. - Москва : Госкультпросветиздат, 1956. - 56 с., 2 л. : ил.; 22 см.
- Происхождение религиозных обрядов. - Ленинград : Лениздат, 1959. - 78 с. : ил.; 20 см. - (Б-чка атеиста).
- Происхождение христианского культа. - Москва : Учпедгиз, 1961. - 142 с.; 20 см.
- Антиклерикальное движение крестьян в период первой русской революции / Акад. наук СССР. М-во культуры РСФСР. Музей истории религии и атеизма. - Москва ; Ленинград : Наука. [Ленингр. отд-ние], 1965. - 201 с., 1 л. ил.; 22 см.
- Критика В. И. Лениным православия / Канд. ист. наук Л. И. Емелях ; О-во "Знание" РСФСР. Ленингр. организация. - Ленинград : [б. и.], 1971. - 31 с.; 22 см.
- Происхождение христианского культа / Л. И. Емелях. - Ленинград : Лениздат, 1971. - 198 с. : ил.; 20 см.
- Исторические предпосылки преодоления религии в советской деревне : (Секуляризация деревни накануне Великого Октября). - Ленинград : [б. и.], 1975. - 150 с.; 21 см. - (Актуальные проблемы истории религии и атеизма. Сборник научных трудов/ Гос. музей истории религии и атеизма М-ва культуры РСФСР; Вып. 1).
- Крестьяне и церковь накануне Октября / Л. И. Емелях ; АН СССР. - Ленинград : Наука. Ленингр. отд-ние, 1976. - 182 с. : ил.; 20 см. - (Научно-атеистическая серия).
- Христианские таинства / Л. И. Емелях. - Ленинград : Лениздат, 1977. - 159 с. : ил.; 16 см.
- Происхождение христианских таинств. - Москва : Сов. Россия, 1978. - 125 с.; 16 см.
- Атеистические традиции советского народа / Е. И. Емелях. - Ленинград : о-во "Знание" РСФСР. Ленингр. орг., 1980. - 20 с.; 21 см. - (В помощь лектору. / О-во "Знание" РСФСР, Ленингр. орг.).
- «Загадки» христианского культа / Л. И. Емелях. - Ленинград : Лениздат, 1985. - 189 с. : 8 л. ил.; 17 см.
- Советская историческая наука о крещении Руси / Л. И. Емелях, Я. Я. Кожурин. - Ленинград : Ленингр. орг. о-ва «Знание» РСФСР, 1986. - 31,[1] с.; 22 см. - (В помощь лектору. О-во "Знание" РСФСР, Ленингр. орг.).

- Правда о религии : Сборник : Аббат Жан Мелье : Епископ В. М. Браун : Д-р богословия Ф. Шахерль : Д-р теологии А. Тонди : Митрополит Н. Ф. Платонов. - Москва : Госполитиздат, 1959. - 424 с. : ил.; 21 см.
- Атеистические традиции русского народа : Сб. науч. тр. / Гос. музей истории религии и атеизма; [Редкол.: Л. И. Емелях (отв. ред.) и др.]. - Ленинград : ГМИРИА, 1982. - 160 с.; 22 см.
- Русское православие и атеизм в отечественной истории : Сб. науч. тр. / Гос. музей истории религии и атеизма; [Редкол.: Л. И. Емелях (отв. ред.) и др.]. - Ленинград : ГМИРИА, 1988. - 154,[1] с.; 22 см.
- Православие в Древней Руси : Сб. науч. тр. / Гос. музей истории религии и атеизма; [Редкол.: Л. И. Емелях (отв. ред.) и др.]. - Ленинград : ГМИРИА, 1989. - 149,[2] с. : ил.; 22 см.

- Старинные рукописные книги Музея истории религии и атеизма Академии Наук СССР // Труды Отдела древнерусской литературы АН СССР. Т. XII, 1957;
- Христианизация Руси // в сборнике: Религии мира. История и современность. Ежегодник 1986.  Ответственный редактор И. А. Крывелев. // Москва: Издательство «Наука». Главная редакция восточной литературы, 1987. - Академия наук СССР. Институт востоковедения. Институт этнографии им H.H. Миклухо-Маклая)
- Переписка В. Д. Бонч-Бруевича и Л. И. Емелях о рукописном отделении (отделе) Музея истории религии АН СССР (1951—1955) / Предисловие, примечания и публикация М. М. Шахнович // Труды Государственного музея истории религии. — Вып. 15. — СПб: 2015. — С. 163—238.

- Антиклерикальное движение крестьян в революции 1905-1907 гг. : Автореферат дис. на соискание ученой степени кандидата исторических наук / Акад. наук СССР. Ин-т истории. Ленингр. отд-ние. - Ленинград : [б. и.], 1962. - 14 с.; 20 см.
- Антиклерикальное движение крестьян в революции 1905-1907 гг. : диссертация ... кандидата исторических наук : 07.00.00. - Ленинград, 1962. - 450 с.
- Антиклерикальное движение крестьян накануне Великого Октября : диссертация ... доктора исторических наук : 07.00.02. - Ленинград, 1977. - 437 с.
- Антиклерикальное движение крестьян накануне Великого Октября : Автореф. дис. на соиск. учен. степени д-ра ист. наук : (07.00.02) / Ленингр. гос. пед. ин-т им. А.И. Герцена. - Ленинград : [б. и.], 1978. - 32 с.